# Kimberly McArthur
Kimberly Ann McArthur (auch Kim McArthur; * 16. September 1962 in Fort Worth, Texas) ist eine ehemalige US-amerikanische Schauspielerin und ein ehemaliges Playmate. Sie wurde unter anderem durch die Rolle der Kelly Capwell Conrad in der Fernsehserie California Clan bekannt.

## Leben
Kimberly McArthur kam als jüngstes von drei Geschwistern zur Welt. Doch die Familie zerbrach, und nach der Scheidung ihrer Eltern wurden die Kinder von ihrer Mutter allein großgezogen. Eine Zeit lang studierte sie an einer Universität ihrer Heimatstadt Fort Worth Tanz, Gesang und Drama, zog aber schließlich nach Los Angeles.
Ihre Karriere begann 1982, als sie Playmate des Monats der Januar-Ausgabe des US-Playboys wurde. In der Folge blieb Kimberly McArthur während der 1980er-Jahre regelmäßig für das Magazin tätig, schaffte es 1982 bis 1984 insgesamt drei Mal auf die Titelseite, war zudem in verschiedenen Playboy-Sondereditionen zu bewundern und trat in den ersten Playboy-Video-Produktionen auf, darunter in Playmate Review (1983) und in dem Musikvideo Girls of Rock & Roll (1985), in dem sie den Song Maybe Tonight interpretierte.
In diesen Jahren spielte Kimberly McArthur auch in einigen Kinofilmen sowie Fernsehproduktionen. So war Garry Marshalls Kinoregiedebüt Küß mich, Doc 1982 auch ihr Filmdebüt. Ein weiterer kleiner Auftritt in einer Filmkomödie, der vorrangig ihre körperlichen Reize hervorhob, folgte 1983 in Monty, der Millionenerbe. Größere Rollen hatte sie hingegen in den B-Movies Malibu Express (1985), einem Kriminalfilm, und Slumber Party Massacre (1987), einem Horrorfilm. Außerdem drehte sie einige Werbespots und trat 1983 im Musikvideo für A Cowboy's Dream von Mel Tillis auf.
1988 gelang es ihr, nach dem Ausstieg von Robin Wright die Rolle der Kelly Capwell Conrad in der NBC-Seifenoper California Clan zu erhalten. Nach 76 Folgen wurde ihr Vertrag 1989 jedoch nicht verlängert, und als 1990 auch The Bakery, der Pilotfilm einer neuen Fernsehserie, kein Erfolg wurde, zog sich McArthur schließlich aus dem Film- und Fernsehgeschäft zurück.

## Filmografie

### Kinofilme
- 1982: Küß mich, Doc (aka Operation gelungen, Patient tot) (Young Doctors in Love)
- 1983: Monty, der Millionenerbe (Easy Money)
- 1985: Malibu-Express (Malibu Express)
- 1987: Slumber Party Massacre (Slumber Party Massacre II)

### Fernsehen (Auswahl)
- 1988: Elvis und ich (Elvis and Me) – Fernsehfilm
- 1988: Auch ein Bulle braucht mal Hilfe (Case Closed) – Fernsehfilm
- 1988–1989: California Clan (Santa Barbara) – Fernsehserie (76 Folgen)
- 1990: The Bakery – Fernsehfilm

### Playboy-Videofilme
- 1983: Playmate Review
- 1985: Girls of Rock & Roll
- 1986: Playmate Playoffs
- 1992: Playboy’s Playmate Bloopers (Archivaufnahmen)
- 1996: 21 Playmates Centerfold Collection (Archivaufnahmen)